# 13-я отдельная истребительная авиационная эскадрилья ВВС Балтийского флота
13-я отдельная истребительная авиационная эскадрилья ВВС Балтийского флота — воинское подразделение Вооружённых сил  СССР в Великой Отечественной войне.

## История
В 1936 году была сформирована эскадрилья, называвшаяся в/ч № 2, которая вскоре была переименована в 38-ю авиационную эскадрилью. Весной 1938 года 38-я и 37-я авиационные эскадрильи на аэродроме Липово сведены в один, 42-й авиационный полк, из которого осенью 1938 года опять была выведена 38-я эскадрилья, в сентябре 1939 года переименованная в 13-ю отдельную авиационную эскадрилью.
Принимала участие в Зимней войне.
На 22 июня 1941 года базируется на аэродроме Купля, имея в составе  24 И-16, 11 И-15, 4 УТИ, 3 УТ-1, 3 У-2.
В составе действующей армии во время ВОВ c 22 июня 1941 по 18 марта 1942 года.
22 июня 1941 года поднята по тревоге с задачей прикрытия аэродрома Красная Горка и моста через реку Нарва. С этого времени прикрывала железнодорожные и автомобильные мосты на участке Таллин — Кингисепп, c 1 июля 1941 года сосредоточившись на мостах через реку Нарву. На 30 июня 1941 года имела в составе только 22 экипажа на И-16. С 3 июля 1941 года на базе 3-го отряда эскадрильи в Воронеже начала формироваться эскадрилья штурмовиков Ил-2, вошедшая в состав 57-го штурмового полка. 14 июля 1941 года штурмует колонны противника  на фронте Ивановское — Сабск — Хилок, теряет 7 самолётов.
С 19 июля по 27 августа 1941 года эскадрилья выполняла задачи по прикрытию бомбардировщиков, базировавшихся на аэродроме Копорье и производившие удары по противнику в районе озеро Самро — Муравейно — Сабск, ведёт бои с люфтваффе на направлении Нарва, Котлы, Копорье. Также действует над Финским заливом и Финляндией, прикрывает суда во время Таллинского перехода. В августе 1941 года эскадрилья получила в пополнение 6 самолётов И-15 бис. 28 августа 1941 года эскадрилья перелетела в Низино, а ещё через девять дней — в Новую Ладогу, где и базируется до 18 марта 1942 года. С 30 июня 1941 года по 5 августа 1941 года произвела 948 самолёто-вылетов, из них ночью 231 вылет. Лётчиками эскадрильи сбито шесть Ju-88, один Bf-109, один He-111, потеряв при этом три экипажа.
С конца августа 1941 года действует на ближних подступах к Ленинграду, а с 7 сентября 1941 года — в основном над Ладожским озером. C июня по сентябрь 1941 года лётчики эскадрильи по отчётам совершили 3440 вылета, сбили 32 самолёта, уничтожили 17 танков, 5 паровозов, 120 вагонов, 19 зенитных батарей, 6 миномётов, 80 мотоциклов, 565 фургонов с грузами и солдатами, 3700 солдат и офицеров.
18 марта 1942 года отведена в Рузаевку на переформирование, 15 ноября 1942 года эскадрилья без материальной части перебазируется на аэродром Новинки.
23 ноября 1942 года на базе эскадрильи развёрнут 13-й истребительный авиационный полк ВВС Балтийского флота трёхэскадрильного состава.

## Полное наименование
13-я отдельная истребительная авиационная Краснознамённая эскадрилья ВВС Балтийского флота

## Подчинение
| Дата            | Флот            | Армия | Корпус | Дивизия (бригада)                                             | Примечания          |
| --------------- | --------------- | ----- | ------ | ------------------------------------------------------------- | ------------------- |
| 22.06.1941 года | Балтийский флот | -     | -      | 61-я истребительная авиационная бригада ВВС Балтийского флота | -                   |
| 01.07.1941 года | Балтийский флот | -     | -      | 61-я истребительная авиационная бригада ВВС Балтийского флота | -                   |
| 10.07.1941 года | Балтийский флот | -     | -      | 61-я истребительная авиационная бригада ВВС Балтийского флота | -                   |
| 01.08.1941 года | Балтийский флот | -     | -      | 61-я истребительная авиационная бригада ВВС Балтийского флота | -                   |
| 01.09.1941 года | Балтийский флот | -     | -      | 61-я истребительная авиационная бригада ВВС Балтийского флота | -                   |
| 01.10.1941 года | Балтийский флот | -     | -      | 61-я истребительная авиационная бригада ВВС Балтийского флота | -                   |
| 01.11.1941 года | Балтийский флот | -     | -      | 61-я истребительная авиационная бригада ВВС Балтийского флота | -                   |
| 01.12.1941 года | Балтийский флот | -     | -      | 61-я истребительная авиационная бригада ВВС Балтийского флота | -                   |
| 01.01.1942 года | Балтийский флот | -     | -      | 61-я истребительная авиационная бригада ВВС Балтийского флота | -                   |
| 01.02.1942 года | Балтийский флот | -     | -      | 61-я истребительная авиационная бригада ВВС Балтийского флота | -                   |
| 01.03.1942 года | Балтийский флот | -     | -      | 61-я истребительная авиационная бригада ВВС Балтийского флота | -                   |
| 01.04.1942 года | Балтийский флот | -     | -      | -                                                             | на переформировании |
| 01.05.1942 года | Балтийский флот | -     | -      | -                                                             | на переформировании |
| 01.06.1942 года | Балтийский флот | -     | -      | -                                                             | на переформировании |
| 01.07.1942 года | Балтийский флот | -     | -      | -                                                             | на переформировании |
| 01.08.1942 года | Балтийский флот | -     | -      | -                                                             | на переформировании |
| 01.09.1942 года | Балтийский флот | -     | -      | -                                                             | на переформировании |
| 01.10.1942 года | Балтийский флот | -     | -      | -                                                             | на переформировании |
| 01.11.1942 года | Балтийский флот | -     | -      | -                                                             | на переформировании |

## Командиры
- Губанов, Георгий Петрович, майор, 1939 - 1940
- Лучихин, Александр Яковлевич, капитан, с 26.06.1941 - 08.08.1941
- Денисов, Алексей Александрович, майор, 08.08.1941 - 11.1941
- Сизов, Иван Федотович, капитан, 29.03.1942 - 12.1942

## Награды и наименования
| Награда (наименование) | Дата       | За что получена        |
| ---------------------- | ---------- | ---------------------- |
| Орден Красного Знамени | 21.04.1940 | участие в Зимней войне |

## Отличившиеся воины эскадрильи
| Награда | Ф. И.О.                   | Должность                   | Звание           | Дата награждения | Примечания |
| ------- | ------------------------- | --------------------------- | ---------------- | ---------------- | ---------- |
|         | Волосевич, Иван Иванович  | военный комиссар эскадрильи | старший политрук | 21.04.1940       | -          |
|         | Губанов, Георгий Петрович | командир эскадрильи         | капитан          | 21.04.1940       | -          |